# Schlafmittel

Beispielbild – Veronal Schlaftabletten von Bayer in Glasröhrchen mit Korkkappen – 10 Tabletten, die vermutlich um 1940 hergestellt wurden

Ein Schlafmittel oder Hypnotikum (von altgriechisch ὕπνος hypnos, deutsch ‚Schlaf‘, auch Name des griechischen Gottes des Schlafes Hypnos) ist ein Stoff, der den Schlafvorgang fördert (durch Verminderung der Aktivität des Wach-Systems im Gehirn). Dabei gibt es fließende Übergänge zu den Beruhigungsmitteln (Sedativa) einerseits und zu den Betäubungsmitteln (Narkotika) andererseits. Schlafmittel basieren auf synthetisch hergestellten oder natürlich vorkommenden (pflanzlichen) Wirkstoffen. Alle diese Substanzen verändern mit ihrer schlaffördernden Wirkung das natürliche Schlafprofil.
Schlafmittel, auch als Somnifera remedia bezeichnet, werden häufig oral als Tabletten, Kapseln oder Saft verabreicht. Je nachdem, ob die Schlaflosigkeit (Insomnie) eher beim Einschlafen oder in der Durchschlafphase auftritt, kommen entweder Mittel mit kurzer oder aber solche mit längerer Wirkdauer zum Einsatz.
In höherer Dosierung und intravenös werden kurz wirksame Schlafmittel ferner verwendet, um einen Patienten bei einer unangenehmen Untersuchung (beispielsweise Magen- oder Darmspiegelung) ruhigzustellen (Sedierung); in der Anästhesie dienen sie zur Einleitung und Aufrechterhaltung einer Narkose.
Vor der Einführung der Neuroleptika in den 1950er Jahren wurden Schlafmittel auch häufig in der Behandlung der Schizophrenie eingesetzt.

## Pflanzliche Schlafmittel
Es gibt einige Pflanzen, die beruhigende und schlafanstoßende Inhaltsstoffe besitzen. Sie werden primär zur Beruhigung und Schlafeinleitung angewendet und dienen in geringerem Maß als Durchschlafmittel.
Verwendet werden zur Schlafeinleitung und -förderung beispielsweise Extrakte aus Baldrianwurzel, Hopfenzapfen, Melissenblättern und Passionsblumenkraut. Bereits im 2. Jahrtausend v. Chr. war in Ägypten ein als Seter bezeichneter Trank bekannt, der Schlaf erzeugt. Narkotische Tränke zur Gabe bei Schlaflosigkeit, starken Schmerzen und zur Betäubung bei operativen Eingriffen waren im Mittelalter weit verbreitet. Die Zusammensetzung der Schlaftränke entsprach in etwa der der sogenannten Schlafschwämme. Es wird angenommen, dass die Rezepturen solcher Tränke im 9. und 10. Jahrhundert aus dem arabischsprachigen Kulturkreis durch Kreuzfahrer nach Salerno gelangten und von dort in Europa ihre Verbreitung fanden. Bis ins frühe 20. Jahrhundert hinein fand auch Cannabistinktur Verwendung als Schlafmittel.

## Synthetische Schlafmittel
Neben den pflanzlichen Schlafmitteln gibt es zahlreiche chemisch-synthetische Schlafmittel. Sie lassen sich in mehrere Gruppen einteilen. Stärker wirksame synthetische Schlafmittel sind verschreibungspflichtig.

### Benzodiazepine
Benzodiazepine sind eine Stoffgruppe mit beruhigenden, angstlösenden, krampflösenden und schlaffördernden Wirkungen, wobei sich die einzelnen Substanzen in Wirkdauer und Wirkstärke unterscheiden. Zugelassen für die Kurzzeitbehandlung isolierter Schlafstörungen sind Flunitrazepam, Flurazepam, Lormetazepam, Nitrazepam, Temazepam und Triazolam. Sie wirken hauptsächlich auf die Stadien II, III (Verlängerung) und IV (Verkürzung) des synchronisierten („orthodoxen“) Schlafes, die REM-Phase wird so gut wie nicht beeinflusst. Benzodiazepine sind nicht zur Langzeitanwendung als Schlafmittel geeignet und dürfen in der Regel nicht länger als vier Wochen benutzt werden. Die Gefahr, ein Abhängigkeitssyndrom zu entwickeln, gilt als erhöht. Todesfälle durch falsche Anwendung oder nach versuchtem Suizid sind äußerst selten.

### Nicht-Benzodiazepin-Agonisten
Nicht-Benzodiazepin-Agonisten stellen eine Stoffgruppe dar, deren Vertreter Zopiclon, Zaleplon und Zolpidem sich von den Benzodiazepinen strukturell unterscheiden, jedoch an die gleichen Rezeptoren (GABA-Rezeptoren) binden und ein ähnliches Wirkprofil aufweisen. Sie werden auch Z-Medikamente (bzw. Z-Schlafmittel) genannt, weil ihre Namen mit dem Buchstaben Z beginnen. Die muskelentspannende und krampflösende Wirkung ist im Vergleich zu den Benzodiazepinen niedriger, auch soll das Abhängigkeitspotential geringer sein. Z-Medikamente beeinflussen die Schlafarchitektur nicht nennenswert. Nicht-Benzodiazepin-Agonisten, insbesondere Zolpidem und Zopiclon, haben die Benzodiazepine als Schlafmittel der ersten Wahl in den letzten Jahren verdrängen können.

### Barbiturate
Barbiturate (seit den 1920er Jahren verbreitete chemisch-strukturelle Abkömmlinge der Barbitursäure) sind potente Schlafmittel mit hohem Risiko, da sie dosisabhängig schlaferzwingend wirken. Sie haben eine relativ lange Halbwertszeit und besitzen daher als unerwünschte Neben- und Nachwirkung Müdigkeit am folgenden Tag („Hangover“). Ferner unterdrücken sie den für die Erholung wichtigen REM-Schlaf, wodurch es zu einem REM-Rebound kommen kann. Es sind tödliche Überdosierungen möglich, insbesondere auch in Verbindung mit gleichzeitigem Alkoholkonsum, da daraus eine Wirkungspotenzierung resultiert. Barbiturate werden deshalb als Schlafmittel so gut wie nicht mehr verwendet. In Deutschland wurde mit einem 1994 abgeschlossenen Stufenplanverfahren die Verwendung als Schlafmittel behördlich untersagt.
Seltene Ausnahmen sind Schlafstörungen, die mit den sonstigen Mitteln nicht ausreichend gelindert werden können. Dabei müssen heutzutage ansonsten übliche und wirksame Schlafmittel mehrfach versagt haben. In solchen Fällen kann ein individueller Heilversuch des Arztes im Rahmen des sogenannten zulassungsüberschreitenden Einsatzes in enger Absprache mit dem Patienten ärztlich indiziert und somit juristisch gerechtfertigt sein. Dies setzt besondere Aufklärungs- und Dokumentationspflichten des Arztes sowie die vollumfängliche Instruktion des Patienten zu den möglichen Risiken und Chancen des individuellen Vorgehens voraus.

### Piperidindione und Ureide
Strukturell der Barbitursäure nahestehend sind die nicht mehr als Schlafmittel gebräuchlichen Piperidindion-Derivate Methyprylon, Pyrithyldion, Glutethimid (Doriden) und Thalidomid (zum Beispiel Contergan) und die bromierten Harnstoff-Derivate (Ureide) Bromisoval und Carbromal.

### Antihistaminika
Viele Antihistaminika der ersten Generation vom Ethanolamin- oder Ethylendiamin-Typ weisen neben ihrer antiallergischen auch eine sedierende Wirkung auf. Diphenhydramin, Doxylamin, Meclozin und Promethazin werden daher auch als Schlafmittel verwendet. Sie verändern das normale Schlafmuster, indem sie die Tiefschlafphase verlängern und den für die Erholung wichtigen REM-Schlaf unterdrücken, wodurch es zu einem REM-Rebound kommen kann. Kurzwirksame Substanzen wie Doxylamin und Diphenhydramin besitzen keinen, längerwirksame Antihistaminika wie Promethazin können einen ausgeprägten Hang-Over-Effekt zeigen. Das Abhängigkeitspotential ist gering. Nach wenigen Tagen bis Wochen tritt ein Gewöhnungseffekt ein. Die Anflutungsgeschwindigkeit liegt bei etwa 1–3 Stunden, weshalb eine entsprechend vorgezogene Einnahme notwendig ist. Unerwünschte Wirkungen sind vorwiegend anticholinerge Effekte, Schwindel und Kopfschmerzen sowie gastrointestinale Störungen. Intoxikationen sind nur schwierig behandelbar. Diphenhydramin und Doxylamin sind rezeptfrei erhältlich.

### Sonstige Stoffe
Chloralhydrat, das erste synthetische Schlafmittel, wird wegen der Kumulation (Anreicherung) seines Metaboliten mit einer Halbwertszeit von 3–4 Tagen und dem daraus resultierenden Hangover kaum mehr verwendet. Auch Ethinamat, Meprobamat, Dimethylether und Methylpentinol sind heute obsolet. Das Thiazol-Derivat Clomethiazol wird nur noch zur Behandlung schwerer Schlafstörungen in höherem Lebensalter angewendet, wenn andere Behandlungsmaßnahmen wegen Wirkungslosigkeit oder Nebenwirkungen nicht anwendbar sind. Der Chinazolon-Abkömmling Methaqualon (Quaalude) ist wegen seines Abhängigkeitspotentials als Schlafmittel obsolet.
Als Stoffe biogenen Ursprungs werden die Aminosäure Tryptophan und das Hormon Melatonin als Schlafmittel verwendet, ebenso das Melatonin-Derivat Ramelteon. Tasimelteon wird zur Behandlung von Schlafstörungen bei Abweichungen vom 24-Rhythmus verwendet.

### Orexin-Rezeptor-Antagonisten
Orexin-Rezeptor-Antagonisten sind eine jüngere Stoffklasse, dessen erster therapeutisch genutzte Vertreter Suvorexant in den USA 2014 zugelassen wurde. Weitere Vertreter sind Lemborexant und Daridorexant. Die Substanzen wirken an den Orexinrezeptoren der beiden Subtypen OX1 und OX2  (dualer Orexinrezeptor-Antagonist, DORA). Man nimmt an, dass dadurch die wachmachende Wirkung der Neuropeptide Orexin A und B im Gehirn aufgehoben wird. Orexinerge Neuronen befinden sich beim Menschen im lateralen Hypothalamus und beeinflussen von dort aus auch andere Gehirnbereiche, die den Stoffwechsel und Schlaf-Wach-Rhythmus regulieren.

## Sedierung und Anästhesie
Als intravenöse Anwendung dienen Hypnotika (ggf. zusammen mit Schmerzmitteln und Muskelrelaxanzien) bei diagnostischen Maßnahmen sowie in der Anästhesie, Intensiv- und Notfallmedizin zur Sedierung, zur Einleitung oder Aufrechterhaltung einer Narkose. Dabei werden Benzodiazepine (Midazolam, Diazepam), Propofol, Etomidate, Barbiturate (wie Thiopental), 4-Hydroxybutansäure oder Ketamin eingesetzt.

## Nebenwirkungen
Viele Hypnotika werden nur sehr langsam abgebaut, so dass es am nächsten Morgen zu Müdigkeit und Abgeschlagenheit kommen kann, dem sogenannten „hangover“. Je nach Typ bzw. Wirkweise haben Schlafmittel weitere stoffgruppentypische ungewünschte Wirkungen. Es entstehen Wechselwirkungen mit zahlreichen Arzneistoffen, unter denen besonders die Wirkverstärkung bei gleichzeitiger Einnahme anderer zentral dämpfender Stoffe oder von Alkohol hervorzuheben ist.
Regelmäßiger Gebrauch von Schlafmitteln erhöht gemäß einer Studie das Risiko, an Krebs zu erkranken.
Durch Überdosierung kann es zur Schlafmittelvergiftung kommen, welche vor allem durch die narkotisierende Wirkung auf das Zentralnervensystem lebensgefährlich sein kann.

## Missbrauch
Es gibt mehrere Gründe und Formen des Missbrauchs von Schlafmitteln. Über mehr als zwei Wochen eingenommene Schlafmittel führen oft zur Abhängigkeit. Mehr als eine Million Menschen sind in Deutschland von Benzodiazepinen abhängig. Fatalerweise führt das Absetzen der Medikamente zu starken Entzugssymptomen und zusätzlichen Schlafstörungen, was bei erneuter Einnahme der Schlafmittel zu einem Teufelskreis führt. Die Einnahme und das Absetzen sollte daher nur unter ärztlicher Begleitung erfolgen.
Es gibt Fälle, in denen körperliche Überlastungssymptome (Schlaflosigkeit etc.) durch Schlafmittel behandelt werden. Dies ist jedoch nur als Sofortmaßnahme sinnvoll (maximal zwei Wochen), da nur die Symptome bekämpft werden; die eigentliche Ursache muss in einem zweiten Schritt parallel dazu ebenfalls behoben werden.
Ein krimineller Missbrauch von Schlafmitteln sind die sogenannten K.-o.-Tropfen.

## Weitere schlaffördernde Stoffe und Maßnahmen
Neben den aufgeführten pflanzlichen und synthetischen Schlafmitteln gibt es weitere Stoffe, die den Schlaf fördern. So können etwa Antidepressiva (wie zum Beispiel Mirtazapin, Amitriptylin, Doxepin, Trimipramin, Trazodon), Phenothiazine (wie zum Beispiel Promethazin) oder Analgetika (Schmerzmittel, darunter pflanzliche Substanzen wie Opium aus Schlafmohn oder Präparate aus Nachtschattengewächsen) eine schlaffördernde Nebenwirkung aufweisen.

### Sonstige Literatur
- Wege aus der Abhängigkeit – Warum manche Schlafmittel abhängig machen. In: Das Schlafmagazin. Nr. 1, 2016, ISSN 1864-7952, S. 28 ff. (dasschlafmagazin.de [abgerufen am 24. November 2018] Interview mit Reinhard Steinberg. pfalzklinikum.de; ehemals Pfalzklinikum für Psychiatrie und Neurologie Physiologie, Entwöhnung, Alternativen).